# Heimatblock
Der Heimatblock war eine politische Partei in Österreichs Erster Republik von 1930 bis 1933. Sie war der politische Arm der bürgerlichen Heimwehren. Als Koalitionspartei der ersten Bundesregierung Dollfuß war sie maßgeblich an der Entwicklung der Ersten Republik hin zum austrofaschistischen Ständestaat beteiligt.

## Vorgeschichte
Die Heimwehr verzeichnete nach der Veröffentlichung des kämpferischen Linzer Programms der Sozialdemokratischen Arbeiterpartei Deutschösterreichs vom November 1926 große Zuwächse. Viele bürgerlich und auch nur nicht-sozialistisch Gesinnte fürchteten eine innenpolitische Wende hin zu einer Diktatur des Proletariats. Die Ereignisse rund um den Justizpalastbrand 1927 bestärkten die Mitglieder der Heimwehr und mit einem großen Aufmarsch in Wiener Neustadt 1928 wurde selbstbewusst Stärke demonstriert. Dem „Austrobolschewismus“ warf man vor, er verhindere „durch seinen Terror, dass der Wille der Mehrheit zum Ausdruck kommt.“ Als probates Gegenmittel wurde energisch eine Verfassungsreform verlangt, die eine Stärkung der staatlichen Autorität, eine ständische Konzeption und das Zurückdrängen des sozialdemokratischen Einflusses sicherstellen sollte. Die dann auch tatsächlich von der Bundesregierung Schober durchgeführte Verfassungsreform 1929 brachte zwar eine Stärkung der Position des Bundespräsidenten, den anderen Forderungen der Heimwehr wurde aber nicht entsprochen. Dies stellte einen herben Rückschlag für die Bewegung dar, die sich bis dahin in einem steten Aufwärtstrend sah.
Enttäuscht wandte sich die Heimwehr von den Parteien ab. Im Korneuburger Eid vom Mai 1930 sagte man dem demokratischen Parlamentarismus und dem Parteienstaat den Kampf an.

## Die Heimwehr in der Politik
Nach dem Rücktritt von Johann Schober am 25. September 1930 wurde der Heimwehr von Carl Vaugoin eine Beteiligung an seinem Minderheitskabinett angeboten. Obwohl die Bundesführung der Heimwehr dies zuerst entschieden ablehnte, musste sie unter dem Druck einiger hoher Landesfunktionäre doch zustimmen. So wurde am 1. Oktober 1930 Ernst Rüdiger Starhemberg Innenminister und Franz Hueber Justizminister in der Bundesregierung Vaugoin. Davon erhoffte sich Carl Vaugoin bei den nächsten Wahlen ein Wahlbündnis mit der einflussreichen Heimwehr.
Die Bundesführung zog ein solches Wahlbündnis in Betracht, ebenso wie eines mit den rechten Parteien Großdeutsche Volkspartei, Landbund und den österreichischen Nationalsozialisten. Doch fanden sich dafür in der Bewegung nicht genug Unterstützer und so entsprach man den Forderungen der steirischen Landesorganisation und stellte eine eigene Wahlliste, den Heimatblock auf.

## Heimatblock: „Das politische Maschinengewehr“
Da die Nationalratswahlen bereits für 9. November 1930 angesetzt waren, blieb nur sehr wenig Zeit für Vorbereitungen. Der Wahlkampf war von heillosem Chaos gekennzeichnet: Die Wiener, niederösterreichischen und burgenländischen Landesverbände zogen es vor, gemeinsam mit den Christlichsozialen anzutreten, der Vorarlberger Landesverband enthielt sich seiner Satzung gemäß jeglicher politischer Beteiligung. Manche Heimwehrzeitungen mussten für zwei Listen werben. Der Heimatblock musste – mit großzügiger finanzieller Unterstützung durch Benito Mussolini – in kürzester Zeit eine Wahlkampfleitung, ein Programm und Wahlveranstaltungen improvisieren. Den Mitgliedern musste die unerwartete Beteiligung am zuvor so ausgiebig kritisierten Parteienstaat erklärt und schmackhaft gemacht werden. Als für den Einzug ins Parlament werbende Gruppe gab man sich betont anti-parlamentarisch.
Schließlich erreichte man das beachtliche Ergebnis von 6,2 %, was 8 Mandaten entsprach. Ein neuntes Mandat ging aus politischer Unerfahrenheit verloren, indem verabsäumt wurde, im Burgenland den „Anspruch auf Berücksichtigung bei der Ermittlung der Reststimmenmandate“ geltend zu machen. Den Einzug in den Nationalrat ermöglichte das Erreichen eines Grundmandats in der Obersteiermark. Dort waren viele Arbeiter in der Heimwehr-nahen Unabhängigen Gewerkschaft organisiert.
Großpolitisch erreichte man damit genau das, was man nicht wollte: Der Heimatblock kostete den Christlichsozialen Stimmen und spielte so den Sozialdemokraten in die Hände. Die neue Bundesregierung Ender war eine Koalition bürgerlicher Parteien, die Abgeordneten des Heimatblocks nahmen im Nationalrat auf der Oppositionsbank Platz – ganz rechts und in der Uniform der Heimwehr.
Organisatorisch wurde Anfang 1931 eine Zentralstelle eingerichtet, die mit sechs Abteilungen, Landes- und Kreisstellen die Grundlage für die parlamentarische Tätigkeit liefern sollte. Geleitet wurde sie von Josef Oberegger, mit Guido Zernatto als Sekretär. Aus Geldmangel musste die Stelle schon nach kurzer Zeit wieder aufgelöst werden.
Auf Wählerversammlungen und in Zeitungen wurden martialische Reden geschwungen. Im Wahlaufruf in der „Heimatschutz-Zeitung“ hieß es, der Heimatblock müsse „das Parlament erobern […] um auf den Trümmern des parteipolitischen Parlaments den neuen Staat, den Heimatwehrstaat, aufzubauen.“ In Linz nannte der Heimwehrfunktionär Karl Gallian den Heimatblock „das politische Maschinengewehr der Heimatwehrbewegung.“ Im Parlament hingegen schwächten interne Streitigkeiten und Querelen die Oppositionsarbeit, man fiel eher durch Lärmszenen und Handgreiflichkeiten, denn durch politische Arbeit auf.

## In der Regierung
Als es 1932 infolge des Konkurses der Creditanstalt für Handel und Gewerbe zu einer Regierungskrise kam und am 6. Mai 1932 die Regierung Buresch zurücktreten musste, standen Neuwahlen im Raum. Da im selben Jahr bei Landtagswahlen die NSDAP aber bereits große Gewinne erzielt hatte, versuchte man dies seitens der Christlichsozialen zu vermeiden. Doch Sozialdemokraten und Großdeutsche schlugen Koalitionsangebote aus, so blieb nur mehr der Heimatblock, der gemeinsam mit dem Landbund ab 20. Mai der neugebildeten Regierung Dollfuß zu einer Mehrheit von nur einem Mandat verhalf. Der Heimatblock hatte in den Koalitionsverhandlungen gefordert, dass der christlichsoziale  Landeshauptmann der Steiermark Anton Rintelen als ausgesprochener Freund der Heimwehr Kanzler werde, zuletzt gab man sich damit zufrieden, dass er Unterrichtsminister wurde. Aus den eigenen Reihen wurde Guido Jakoncig Bundesminister für Handel und Verkehr.
Von der Basis in der Heimwehr hatte diese Regierungsbeteiligung sehr wenig Unterstützung. Die Landesführung des Steirischer Heimatschutzes erklärte am 19. Mai gar ihre „staatspolitische Unabhängigkeit.“
Der Heimatblock war kein angenehmer Koalitionspartner, immer wieder wurde gegen Vorschläge von Bundeskanzler Engelbert Dollfuß Einspruch erhoben: Zur Zustimmung zu den Verpflichtungen für den Erhalt der Lausanner Anleihe konnte sich der Heimatblock erst nach langwierigen parteiinternen Streitereien durchringen, die Abgeordneten Hainzl und Ebner stimmten dennoch dagegen. Um bei der Abstimmung eine Mehrheit zu erringen, musste der schwer kranke Abgeordnete Josef Lengauer sogar auf einer Bahre zur Abstimmung in den Sitzungssaal getragen werden.
Auch ein Misstrauensantrag der Großdeutschen Volkspartei wurde von zwei Heimatblockabgeordneten unterstützt, er wurde mit 81 zu 81 Stimmen abgelehnt. Die knappe Mehrheit machte es der Regierung schwer, Gesetze zu beschließen. Krankenstände von Abgeordneten oder von der Parteilinie abweichendes Abstimmungsverhalten einzelner „Heimatblöckler“ konnte über Erfolg oder Niederlage im Nationalrat entscheiden.
Die sozialdemokratische Arbeiter-Zeitung forderte daher vor der parlamentarischen Sommerpause am 19. August 1932: „Aber im Oktober, wenn das Parlament wieder zusammenkommt, wird entweder das Parlament aufgelöst oder eine andre Regierung gebildet werden müssen. Denn dieses Regieren, das täglich von der jeweiligen Laune des Herrn Werner oder des Herrn Hainzl abhängt, ist unmöglich, unhaltbar, unerträglich.“
Um dieser steten Unsicherheit zu entgehen, fand Bundeskanzler Dollfuß einen dritten Weg: Am 1. Oktober 1932 nutzte er ein noch zu Zeiten der Monarchie kriegsbedingt entstandenes Ausnahmegesetz, das Kriegswirtschaftliche Ermächtigungsgesetz, um ohne Abstimmung im Parlament eine Verordnung zur Sanierung der Creditanstalt zu erlassen.
Zuvor hatte sich Dollfuß im September zu vertraulichen Gesprächen mit der Heimwehrführern getroffen und war von einer Leistungsschau der Heimwehr, bei der sie am 15. und 16. Oktober mehrere tausend Mitglieder nach Wien holte, sichtlich beeindruckt.
Ebenfalls am 16. Oktober kam es im Laufe eines Umzugs von Nationalsozialisten im 11. Wiener Gemeindebezirk zu einer Schießerei zwischen Schutzbündlern, Kommunisten, Nazis und der Polizei, bei der vier Menschen starben und viele teils schwer verletzt wurden. Als Reaktion darauf schuf die Regierung schon am folgenden Tag die neue Stelle eines Staatssekretärs für das Sicherheitswesen und besetzte sie mit dem Führer des Wiener Heimatschutzes Emil Fey. Dieser veranlasste sofort ein Aufmarschverbot für die an den Gewalttätigkeiten beteiligten politischen Bewegungen in Wien.
Der autoritäre Kurs Dollfuß’ behagte der Heimwehr, am 5. November 1932 zierte die „Österreichische Heimatschutzzeitung“ die Schlagzeile: „Bekenntnis zum Faschismus!“ Und am 25. Februar 1933: „Fort mit dem Parlament!“ Sieben Tage später wurde dieser Wunsch erfüllt: Mit der sogenannten „Selbstausschaltung des Parlaments“ am 4. März 1933 war der Weg geebnet zur Diktatur des Austrofaschismus. Am 24. März verhängte Fey über die sozialdemokratischen Parteiblätter Arbeiter-Zeitung und Das Kleine Blatt die Vorzensur, am 31. März wurde der Schutzbund aufgelöst. Der traditionelle Aufmarsch am 1. Mai wurde verboten.
Am 10. Mai wurde Emil Fey zum Sicherheitsminister, der Heimwehr-Ideologe Odo Neustädter-Stürmer zum Staatssekretär für Arbeitsbeschaffung, Arbeitsdienst, Straßenwesen und Fremdenverkehr ernannt. Am 20. Mai wurde die Vaterländische Front gegründet, nicht zuletzt auf Anregung Starhembergs. Sie war als Sammelbewegung konzipiert, in der alle politischen Bewegungen bis auf den Austromarxismus und den Nationalsozialismus vertreten sein sollten. Da aber die erhoffte Faschisierung der Vaterländischen Front nicht in dem Ausmaß vor sich ging, wie von weiten Kreisen in der Heimwehr erhofft, blieb das Verhältnis zu der Bewegung widerspruchsvoll und misstrauisch.
Am 11. September 1933 verkündete Dollfuß bei der Trabrennplatzrede das Ende des Parteienstaates, die Ablehnung des Marxismus, das Vorhaben eine berufsständische Ordnung zu schaffen, eine Verfassungsänderung und als Ziel einen „sozialen, christlichen, deutschen Staat Österreich auf ständischer Grundlage und unter starker autoritärer Führung“.
Somit konnte die Heimwehr zufrieden feststellen, dass ihr Korneuburger Eid Staatsprogramm geworden ist. Daher sah man auch keine Notwendigkeit mehr für die eigene Partei, und der Heimatblock wurde am 27. September 1933 aufgelöst. Zuvor war er noch korporativ der Vaterländischen Front beigetreten, so dass Emil Fey als Vizekanzler der neuen Regierung Dollfuß II angehören konnte. Ein korporativer Eintritt der Heimwehr in die Vaterländische Front wurde vereinbart, ein entsprechender Vertrag aber von Bundesführer Starhemberg nie unterschrieben – zu groß waren die Widerstände in der Bewegung, die ihre Position als eigenständige politische Kraft nicht aufgeben wollte.